# Vélo'v
Vélo’v es un sistema de bicicletas compartidas puesto en marcha en la Metrópoli de Lyon y gestionado por la empresa JCDecaux desde el 19 de mayo de 2005. Vélo’v es el nombre bajo el cual JCDecaux explota su sistema  Cyclocity en Lyon y en Villeurbanne.

## ¿En qué consiste?

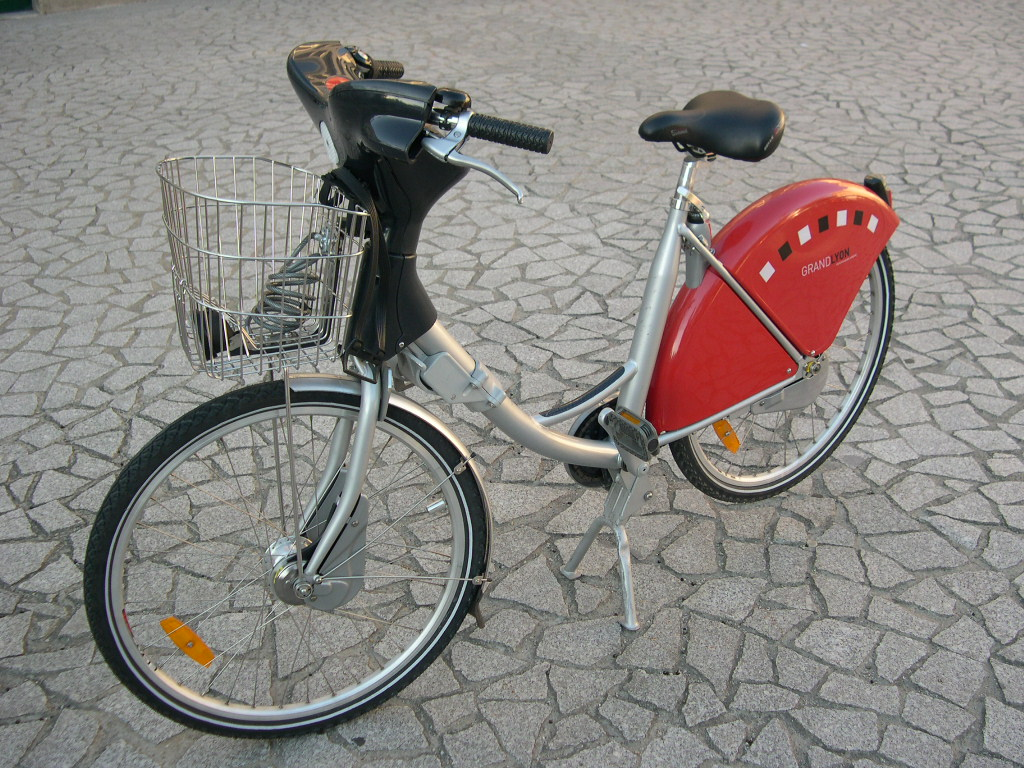
Vélo'v.

Es un sistema que cuenta con alrededor de 4000 bicicletas equipadas con cambio interno de velocidad (3 velocidades, sin platos ni piñones) que están disponibles las 24 horas del día, los 7 días de la semana y que están repartidas en más de 300 puntos de préstamo diseminados en las ciudades de Lyon y Villeurbanne (340 puntos de préstamo a comienzos de 2008). En cada punto de préstamo hay un terminal que permite adquirir una tarjeta (de corta duración) que se puede pagar con tarjeta de crédito. Se bloquea una fianza de 150€ en caso de que no se devuelva la bicicleta (es decir, si la bicicleta no se devuelve a las 24 horas de haberla alquilado) o en caso de que la persona que la ha utilizado la devuelva muy deteriorada.
La tarjeta de corta duración cuesta 1€ durante un periodo de 24 horas o 3€ durante 7 días. La tarjeta de larga duración, que puede estar unida con la tarjeta Técély (abono en commun lyonnais TCL), cuesta 15€ y es válida durante un año. En cada alquiler los 30 primeros minutos son gratuitos (con la tarjeta Técély la primera hora es gratuita). La siguiente media hora se factura a 1 € con las tarjetas de corta duración (y a 2€ la media hora cuando se sobrepasa la hora de alquiler), o a 0,75€ con la tarjeta de larga duración (y a 1,50€ la media hora cuando se sobrepasa la hora de alquiler), lo que incita a devolver la bicicleta con bastante rapidez. A pesar de que hay un servicio de recuperación guiado por un sistema informático, los usuarios se quejan de encontrar puntos de préstamo vacíos o al contrario llenos, lo que impide la devolución de la bicicleta y obliga a buscar otro punto de préstamo que tenga sitios disponibles.
El procedimiento para alquilar una bicicleta se desarrolla de la siguiente manera:
	se presenta la tarjeta en un Terminal Vélo’v;
	se elige una bicicleta entre las que hay disponibles;
	se efectúa el trayecto que uno desea;
una vez que se ha efectuado el trayecto, se devuelve la bicicleta enganchándola en uno de los puntos libres de una estación Vélo’v.

## ¿Quién lo utiliza?
60 000 abonados (junio de 2007)

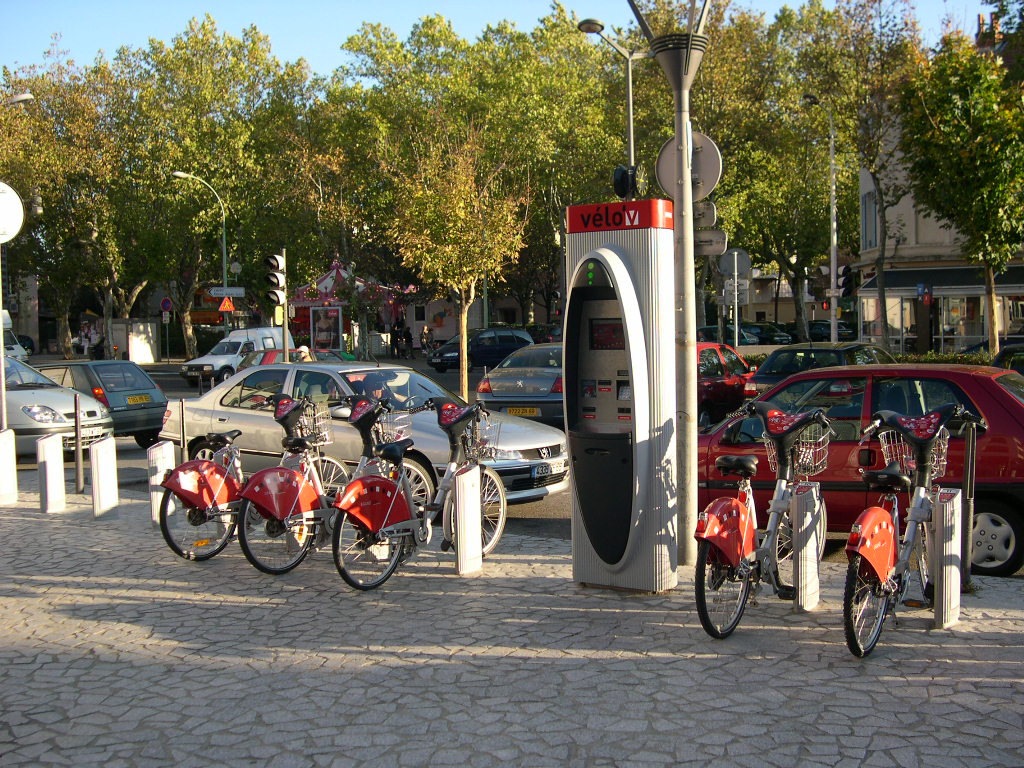
Punto de préstamo vélo'v.

- El 86% vive en Lyon o en Villeurbanne
- El 55,1% tiene menos de 30 años
- El 59,4% son hombres
- El 34,4% son ejecutivos o profesiones liberales
- El 32% son estudiantes

Entre todos hacen 60 000 kilómetros al día y un 64% de los trayectos son del domicilio al trabajo.
El 19 de marzo de 2009 el dispositivo ha establecido un récord con 33 071 alquileres. Fue una jornada de huelga y manifestación.
El 24 de septiembre de 2009 hubo un Nuevo récord con 44 843 alquileres y 89 686 kilómetros. Fue una jornada de huelga de la red de transportes TCL.
Según el periódico mensual  Lyon Citoyen de febrero de 2007, hay 60 000 abonados y el servicio se utiliza de media unas 30 000  veces al día. Por otra parte, esta publicación subraya que una de cada cuatro bicicletas de las calles de Lyon es una vélo’v. En términos de desplazamientos, el sitio oficial estima que vélo’v representa un tercio de los desplazamientos en bicicleta en Lyon y en Villeurbanne.

## Un material muy solicitado
Las bicicletas que están en circulación recorren una media de treinta kilómetros al día y están sometidas a un uso muy intenso, sobre todo al subir y bajar bordillos y al transportar personas en la cesta (lo cual está prohibido). Por otra parte, también son víctimas de actos de vandalismo. A mediados de 2006, se puso en circulación una versión más sólida y más fácil de uso del antirrobo (la llavecita roja).
Las bicicletas están diseñadas por la empresa situada en la cuenca hullera de Saint-Étienne Cycles Mercier y por el fabricante portugués Órbita – Bicicletas Portuguesas, Lda.

## Un desarrollo desigual
A pesar de que en el proyecto de implantación se preveía la instalación de un punto de préstamo cada 300 metros, algunos barrios aislados de la ciudad de Villeurbanne, como Brosses o Saint-Jean, no están equipados con dichas instalaciones, aunque está previsto que lo estén en un futuro cercano. En septiembre se instaló un punto de préstamo en  Caluire, el cual se encuentra cerca de la cabecera de la línea C de metro. En Vaulx-en-Velin se instaló un punto de préstamo en el barrio de Carré de la Soie, cerca de la cabecera de la línea A de metro y del tranvía T3.

## Colocación de carteles publicitarios
Mediante un contrato de trece años, la sociedad JCDecaux ha instalado 64 Mupi suplementarios (paneles publicitarios giratorios de tres carteles) y 835 marquesinas nuevas, equipadas en su mayoría con un panel publicitario iluminado y giratorio. Por otra parte, 1365 marquesinas ya existentes han sido sustituidas por marquesinas nuevas equipadas en su mayoría con paneles publicitarios giratorios e iluminados; 635 Mupi han sido sustituidos por dispositivos giratorios e iluminados. Los nuevos dispositivos Mupi se componen de una cara « comunicación institucional» (donde se ofrece información sobre los Velo’v, y que por tanto incluye el nombre JCDecaux, claramente visible) y una cara publicitaria.

## Videojuego
Con motivo de la  Fiesta de las Luces 2006 y a petición del ayuntamiento de Lyon, una parte de la ciudad fue recreada en un videojuego, Velo'v racing in Lyon, creado por B2B Games. Del 7 al 10 de diciembre por la noche, los viandantes pudieron jugar gratuitamente mientras el videojuego se proyectaba en pantallas instaladas en la plaza de la República. A raíz de este éxito, el ayuntamiento de Lyon ofreció la posibilidad de jugar en Internet. Como en la Fiesta de las Luces, cuatro jugadores se enfrentan en una carrera cuyo objetivo es sencillamente llegar el primero para conseguir velas.